# زاپاس (فیلم)
زاپاس فیلمی ایرانی در ژانر کمدی به کارگردانی و نویسندگی برزو نیک‌نژاد و تهیه‌کنندگی سید امیر پروین حسینی محصول سال ۱۳۹۴ است. این فیلم برای نمایش در بخش سودای سیمرغ سی و چهارمین دوره جشنواره فیلم فجر پذیرفته شده‌است. زاپاس در ۲ تیر ۱۳۹۵ در سینماهای ایران اکران شده‌است.

## بازیگران
- امیر جعفری
- ریما رامین‌فر
- احمد مهران‌فر
- شبنم مقدمی
- جواد عزتی
- الناز حبیبی
- ماهان نصیری
- صفر روحی
- الله‌قلی نظری

## خلاصه داستان
یک تیم فوتبال متعلق به اهالی شهر رامیان که در دسته سوم کشور فعالیت می‌کرده‌ است به دسته دوم صعود می‌کند، سعید با بازی جواد عزتی در نقش اصلی در این راه در آخرین لحظات بازی آخر دچار مصدومیت تاندون پا می‌شود و سلامتی اش به خطر می‌افتد.

## بازخورد
کیوان کثیریان نوشت: «فیلمی سرخوش و سرحال است که در میان تولیدات عبوس سینمای ایران اتفاق خوبی است. برزو نیک‌نژاد توانسته از ظرفیت‌های کمیک بازیگرانی چون مهران فر، مقدمی، رامین فر و جعفری خوب استفاده کند و لحظات مفرحی بسازد. بازی پسر بچه فیلم، ماهان نصیری که پیشتر در فیلم یحیی سکوت نکرد درخشیده بود، همچنان عالیست.» مسعود فراستی گفت که زاپاس «فیلم بسیار متوسطی است و عقب‌تر از ناخواسته اما تا اینجا بهترین فیلم جشنواره است. هم جعفری خوب است هم عزتی. کمدی کوچک قابل تحملی است. هر چند پایانش در نیامده.»
به عقیدهٔ امیر شفقی، زاپاس«آن دست فیلم هاست که تماشاچی وقتی از سالن سینما خارج می‌شود سبک شده و گویی برای ساعتی در هوای آزاد و تمیز شمال کشور نفس کشیده‌است. فیلمی با داستانی نرم و ملایم که با استفاده از ورزش فوتبال، در پی تلفیق المانهای زندگی مدرن و سنتی است. پیوند بین دنیای مدرن با استفاده از جذاب‌ترین و پرطرفدارترین ورزش قرن بیستمی و دنیای سنتی با استفاده از مؤلفه‌های تصویری، تضادی درونی اما واقعی در بیننده ایجاد می‌کند که البته آزاردهنده نیست.»

## جوایز و نامزدی‌ها

### سی و چهارمین دوره جشنواره فیلم فجر
| قسمت                      | نامزد          | نتیجه    | جایزه                                   |
| ------------------------- | -------------- | -------- | --------------------------------------- |
| بهترین بازیگر نقش مکمل زن | شبنم مقدمی     | برنده    | سیمرغ بلورین (به‌طور مشترک به همراه نفس) |
| بهترین چهره‌پردازی         | ایمان امیدواری | نامزدشده | به‌طور مشترک به همراه بادیگارد           |